# الدين في الشرق الأوسط

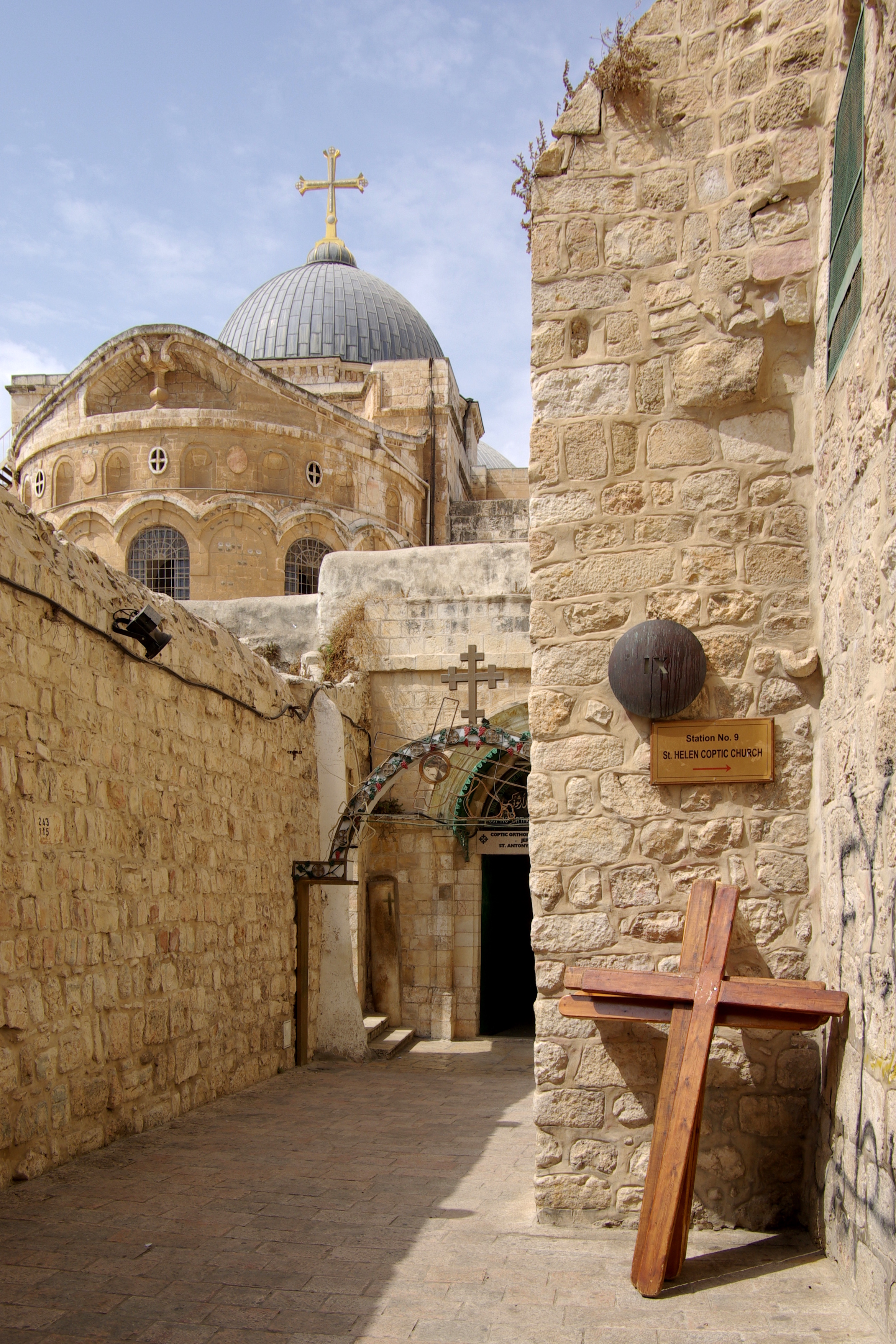

الدين في الشرق الأوسط متنوع جداً. الأديان الثلاثة الكبرى المتواجدة في المنطقة هي: الإسلام، المسيحية، اليهودية، وكلها ديانات سماوية إبراهيمية. يعتبر الإسلام في المرتبة الأولى، ثم اليهودية، وبعدها المسيحية. تتواجد بالشرق الأوسط أقليات دينية منها:
- البهائية
- الدروز
- الأيزيدية
- المندائية
- الزرادشتية
- البوذية

## الإسلام
الديانة الإسلامية هي الديانة الأكثر اعتناقاً في الشرق الأوسط. يعيش 20٪ من مسلمي العالم في الشرق الأوسط. الإسلام ديانة توحيدية، يؤمن معتنقوه بوجود إله واحد هو اللّٰه، الواحد الأحد، ورسوله محمد ﷺ، بعد سلالة من الأنبياء تبدأ من آدم، نوح، إبراهيم، إسماعيل، يوسف، سليمان، عيسى، عليهم السلام.

### الإسلام على مذهب أهل السنة والجماعة، ومذهب الشيعة
ينقسم مسلمو الشرق الأوسط إلى فرقتين مذهبيتين، المذهب السني، والمذهب الشيعي.
الفرع الأعظم المعتنق من قِبل الشرق أوسطيين هو المذهب السني.
تتواجد أكبر التجمعات الشيعية في العراق (60-65٪)، إيران (90-96٪)، لبنان (25-35٪). وتنتشر الشيعة الزيدية في اليمن (55٪)، البحرين (75-80٪). كما توجد أقليات شيعية في تركيا، المملكة العربية السعودية (10-15٪)، وسوريا (15٪).

## اليهودية
يتواجد معظم اليهود في إسرائيل. هناك أقليات أخرى في باقي بلدان الشرق الأوسط.
يصل تعداد سكان إسرائيل حسب الديانة إلى:
- 75,3٪ يهود
- 20,6٪ مسلمين
- 4,6٪ مسيحيين، دروز وبهائيين.

تعتمد اليهودية في الأساس على الإيمان بالتوراة، أحد الأسفار الخمسة. اليهودية أول الديانات الإبراهيمية، قبل قدم المسيحية والإسلام بمئات السنين.

## المسيحية
ظهرت المسيحية في بدايات القرن الأول الميلادي، قبل ظهور الفتوحات الإسلامية خلال القرن السابع للميلادي.
انخفضت أعداد المسيحيين من 20٪ من مجمل سكان الشرق الأوسط، خلال بدايات القرن العشرين، إلى 5٪ فقط في العصر الحالي.

### الأقباط
أصبح عدد الأقباط في الشرق الأوسط يتراوح من 6,000,000 إلى 11,000,000 حسب تقديرات 2012، أغلبيتهم تقطن مصر.

### المارونيون
يقطن المارونيون أجزاء من لبنان، العراق، سوريا، أجزاء من جنوب تركيا، ويتراوح عددهم بين 1,100,000 و1،200,000.